# بحر الحياة (كتاب)
بحر الحياة هو كتاب فارسي مُصور، نشره محمد غوث بن خطير الدين حوالي عام 1602، ويغطي موضوعات بما في ذلك الأسانا المستخدمة للتأمل. ربما يكون هذا أول كتاب مدرسي مصور لليوجا.

## الكتاب

### الأصول
أُلف كتاب مفقود يدعى أمرتاكوندا أو بركة الرحيق، في الهند، إما باللغة الهندية أو السنسكريتية. يُفترض أن هذا قد تُرجم إلى العربية باسم حوض ماء الحياة في البنغال عام 1210، على الرغم من أن الباحث كارل إرنست يشير إلى أن الترجمة كانت على يد عالم فارسي، ربما في القرن الخامس عشر، وهو رجل سافر بعد ذلك إلى الهند ولاحظ أن اليوغيين الناثيين [الإنجليزية] يمارسون هاثا يوغا. يقال إن القاضي لاخناوتي [الإنجليزية]، ركن الدين، قام بتحويل اليوغي [الإنجليزية] كاماروبان الشهير المعروف باسم بهوجار براهمان. ثم أعطيت الأمرتاكوندا إلى القاضي الذي قام بترجمتها إلى العربية باسم حوض الحياة. ثم ترجمه إلى الفارسية بعنوان بحر الحياة.
ومع ذلك، هناك نظريات أخرى. ويقال إنه في القرن السادس عشر، قام الشيخ الصوفي الهندي محمد غوث بترجمة النص العربي إلى الفارسية، وقام بتوسيع النص بشكل كبير (بالتوازي، كما يلاحظ إرنست، مع تغيير العنوان من المسبح إلى المحيط). ومن بين التوسعات الأخرى، زاد عدد وضعيات اليوغا من 5 إلى 21 وضعية.

### دليل مصور لليوغا هاثا
يعد كتاب بحر الحياة من الكتب المثيرة للاهتمام باعتباره أول كتاب مصور لليوجا هاثا [الإنجليزية]. وهو يصور يوغي يؤدي 22 وضعية؛ ويصف ويوضح أوضاعًا بما في ذلك الغوركاشسنا [الإنجليزية]؛ والكوكسانا [الإنجليزية]، ووضعية الديك، والتي يطلق عليها ثامبا أسانا؛ وكرمسانا،ووضعية السلحفاة؛ وأتانا كورماسانا [الإنجليزية]، والتي يطلق عليها ورجسانا؛ ووضعية رأس اليوجا [الإنجليزية]؛ وغربهسانا [الإنجليزية]، ووضعية الجنين في الرحم. ويذكر أيضًا وضعيات الجلوس اللوتس وسيدسانا [الإنجليزية]. ومن بين الممارسات الأخرى، يصف مودرا الخيتشاري [الإنجليزية]، وهو إطالة اللسان وطيه للخلف من أجل سد الممر إلى الأنف؛ وأناهاد، وهو سد الأذنين من أجل سماع الصوت الأبدي غير المسموع. 
- كوكوتاسانا [الإنجليزية]
- غاربسانا [الإنجليزية]

### أوجه التشابه بين اليوغا والتصوف
يقدم محمد غوث اليوغا في الكتاب على أنها تعادل الصوفية في كثير من النواحي؛ على سبيل المثال، فهو يساوي بين التراتيل السبعة السنسكريتية المرتبطة بالشاكرات السبع وبعض الأسماء العربية لله؛ والمانترا اللاواعية "سو هام" [الإنجليزية] (सो ऽहम्، "أنا ذلك")، وهو الصوت الذي يصدر عندما يتنفس المرء، تعادل "رب الأرباب" العربي؛ وكمثال أخير من بين العديد، فإن الحكيم الهندوسي ماتسيندراناث [الإنجليزية] (اسمه يعني "رب الأسماك" في السنسكريتية) يعادل يونس، الذي ابتلعه الحوت. وبشكل أكثر مباشرة، يذكر محمد غوث أن التجارب الصوفية الشخصية لليوغيين والصوفيين متشابهة.

## ملحوظات
1. ↑  إن الحساب والتوضيح يختلفان عن وضعية كورماسانا [الإنجليزية] الحديث.

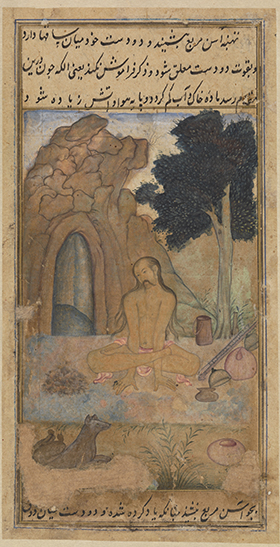
كوكوتاسانا
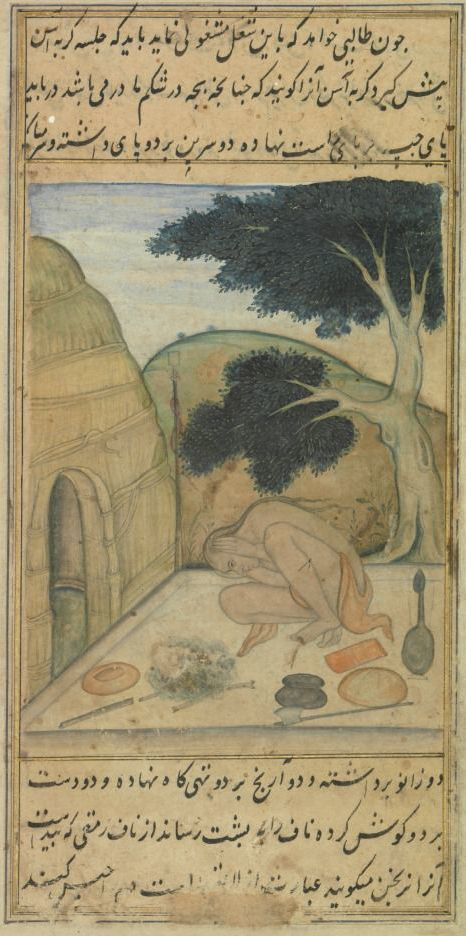
غاربسانا

2. ↑  الغرض من الخيتشاري هو منع فقدان سائل البندو، وبالتالي إطالة الحياة.